# Florence Chadwick
Florence May Chadwick (San Diego, 9 novembre 1918 – San Diego, 15 marzo 1995) è stata una nuotatrice statunitense.
Fu la prima donna ad attraversare a nuoto la Manica in entrambe le direzioni. Nel corso degli anni 1950 si distinse per diverse traversate in mare aperto su lunghe distanze.

## Biografia

### Gli inizi
Nata e cresciuta in California, iniziò a praticare nuoto in tenera età. A sei anni partecipò alla sua prima gara. A dieci anni arrivò quarta in una gara notturna in mare aperto sulla distanza di due miglia e mezzo (circa 4 km), e l'anno dopo vinse una competizione su sei miglia nella baia di San Diego.
Continuò a gareggiare con successo nelle gare di media e lunga distanza organizzate in varie località della California. Nelle gare più brevi in piscina invece non otteneva buoni risultati. Partecipò alle selezioni della nazionale statunitense di nuoto per le Olimpiadi di Berlino 1936, ma non riuscì a qualificarsi. Negli anni successivi si dedicò esclusivamente al nuoto di gran fondo, che esaltava le sue notevoli doti di resistenza e velocità alla distanza.

### La doppia traversata
L'8 agosto 1950 Florence Chadwick realizzò un'impresa che la fece entrare nella storia del nuoto: attraversò il Canale della Manica dalla Francia all'Inghilterra, in 13 ore e 23 minuti, frantumando il precedente record del mondo di 14 ore e 34 minuti della connazionale Gertrude Ederle che resisteva imbattuto da ventiquattro anni.
Il percorso era da Cap Griz-Nez a Dover, il tratto dove la Manica è più stretta, e copriva 34 km. Altre undici donne dopo la Ederle e prima della Chadwick avevano compiuto la traversata, ma nessuna era riuscita a migliorare il primato della Ederle. La stessa Chadwick aveva già tentato la traversata nel luglio 1950, ma aveva abbandonato dopo 14 ore senza completarla.
Un anno dopo, l'11 settembre 1951 Florence Chadwick compì la traversata in senso opposto, nuotando in 16 ore e 22 minuti. Diventò così la prima donna ad attraversare lo stretto in entrambe le direzioni.

### Altre imprese
Il 21 settembre 1952 fu la prima donna ad attraversare a nuoto lo stretto di Catalina, un tratto di mare di 21 miglia (circa 34 km) che separa la costa della California dall'Isola di Santa Catalina. In quell'occasione stabilì il nuovo record assoluto (maschile e femminile) di 13 ore, 45 minuti e 32 secondi.
Nell'estate del 1953 fu impegnata in diverse traversate. Prima la Manica dall'Inghilterra alla Francia stabilendo il nuovo primato femminile di 14 ore e 42 minuti; poi lo Stretto di Gibilterra in 5 ore e 6 minuti, nuovo record assoluto; infine in Turchia, con la traversata del Bosforo (in un solo senso) e dei Dardanelli (andata e ritorno).
Nel 1955 si cimentò per la terza volta nella traversata della Manica dall'Inghilterra alla Francia, ottenendo ancora una volta il record con 13 ore e 55 minuti.
Tentò per tre volte di attraversare il Canale del Nord nel mare d'Irlanda, ma senza successo. Abbandonò il nuoto di gran fondo nel 1960, a 42 anni. In seguito si dedicò alla promozione del nuoto e dell'attività fisica, partecipando a programmi radiofonici e televisivi e apparendo in eventi pubblici.
Nel 1969 iniziò una nuova carriera professionale come intermediario finanziario. Nel 1970 fu inserita nella International Swimming Hall of Fame, la Hall of Fame internazionale del nuoto.

### Morte
Florence Chadwick morì nel 1995, di leucemia.